# Covington, Louisiana
Covington är administrativ huvudort i Saint Tammany Parish i Louisiana. Orten har fått sitt namn efter militären Leonard Covington. Vid 2010 års folkräkning hade Covington 8 765 invånare.

## Kända personer från Covington
- Ian Somerhalder, skådespelare
- Theo Von, komiker